# Palacio Cabanellas
El Palacio Cabanellas es un edificio histórico ubicado en la ciudad de Rosario, Argentina. Emplazado en el centro de la ciudad, ocupa la esquina sureste de las calles Sarmiento y San Luis. Fue diseñado por Francisco Roca Simó, arquitecto mallorquin seguidor de Antonio Gaudí, quien se instaló en Rosario en 1910.
Fue construido en 1916 y revestido en símil piedra bajo la dirección de Luis B. Laporte, y constituye un perfecto ejemplo del Modernismo catalán (o reinatxenca catalana) (Art Nouveau) en la ciudad de Rosario. 
Este edificio fue diseñado para su propietario Juan Cabanellas, un reconocido empresario de la ciudad, quien lo concibió como edificio para alquiler con locales comerciales en la planta baja y cinco pisos para viviendas y una opción de gran hotel que no se llevó a cabo. El mismo se encuentra ubicado en el micro centro de la ciudad, en la esquina sureste de San Luis y Sarmiento y fue restaurado entre los años 2000 y el 2004. Lamentablemente para la historia ciudadana, es uno de los pocos edificios cuyo estilo se encuadra claramente en el Modernismo Catalán imperante en los comienzos del siglo XX, que quedan aún en pie.
Es una muestra más de la formidable capacidad de los artesanos de la época para el tratamiento del volumen, remates y articulaciones de hierro forjado y cobre que adornan y coronan su cúpula, recubierta por pequeñas piezas de vidrio de colores que le dan gran luminosidad y levedad, como así mismo los azulejos que se encuentran en la parte superior y entre las ventanas.
En la actualidad, el Palacio forma parte del listado de Obras y Sitios de Valor Patrimonial de la Municipalidad de Rosario y fue restaurado en el año 2000.

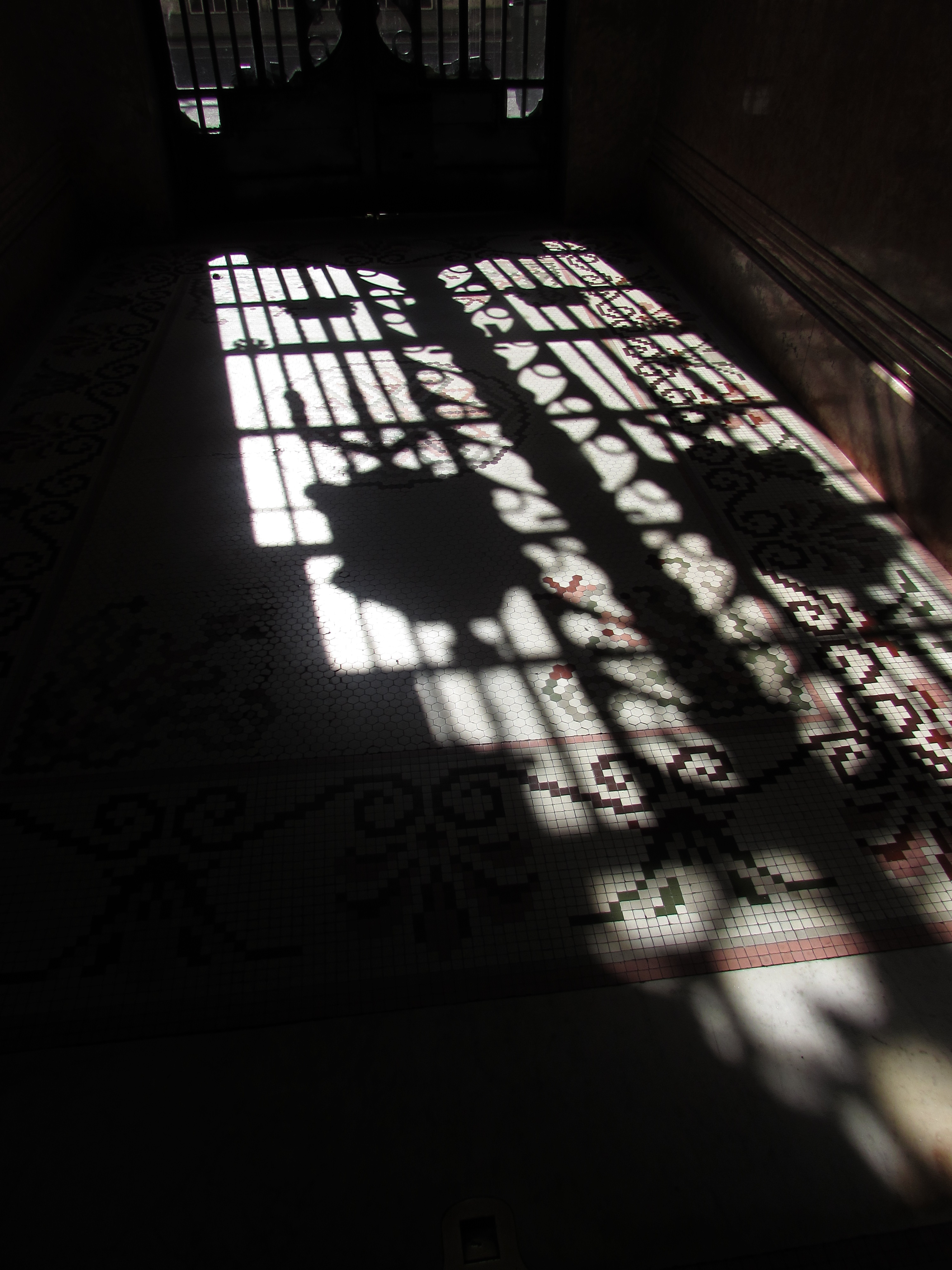
Situado en el centro de Rosario, fue diseñado por Francisco Roca Simó. (Fotografía de Maria Paz Secundini)